# Büste des Hannibal im Quirinalspalast

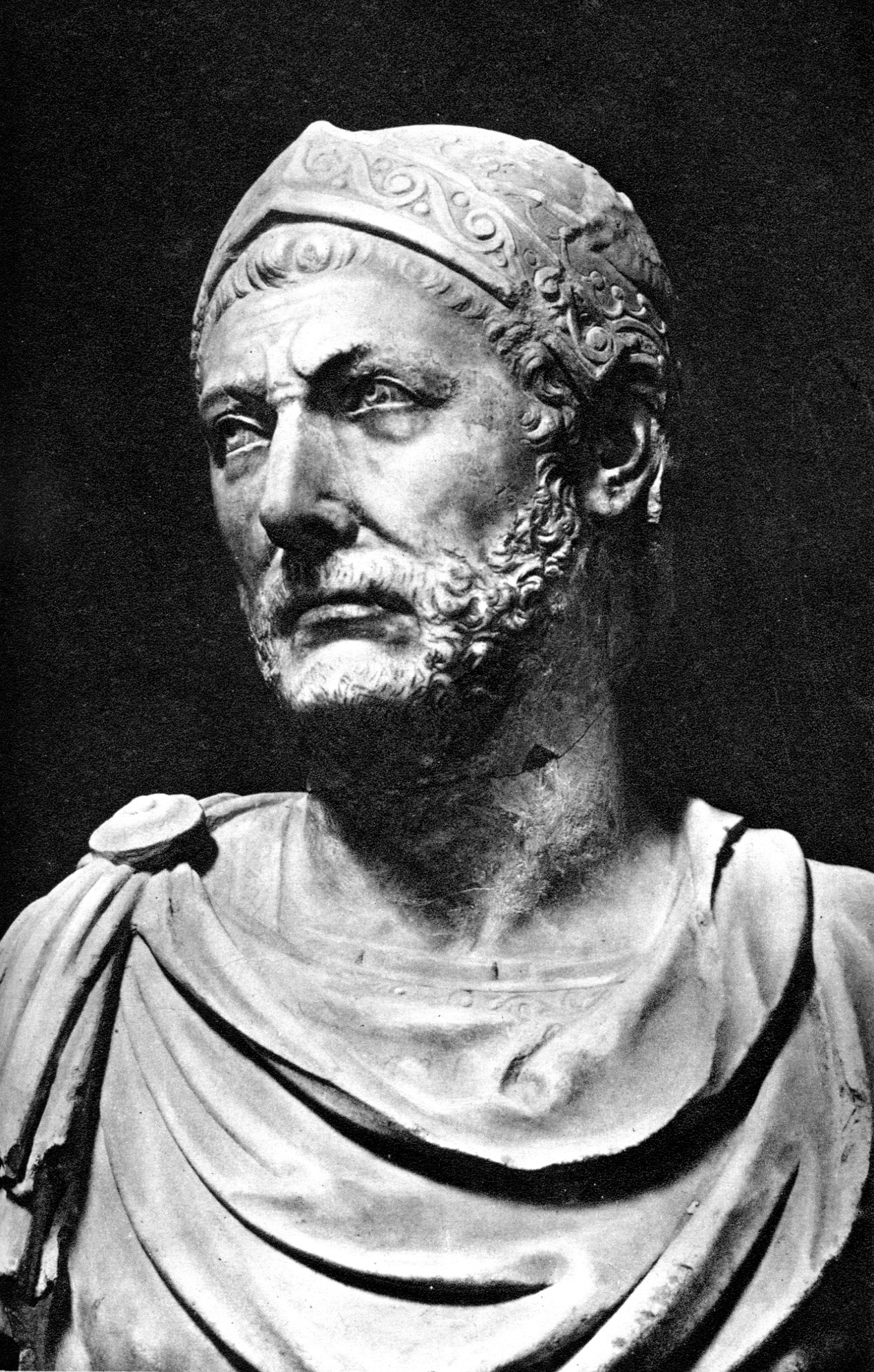
Detailansicht der Capua-Büste (Photographie des 19. Jahrhunderts)

Die Büste des Hannibal im Quirinalspalast ist eine 70 Zentimeter hohe Büste aus weißem, feinkristallinen Marmor, die den karthagischen Feldherrn und Politiker Hannibal darstellen soll. Sie ist das bekannteste Porträt, das mit seinem Namen verbunden wird, ist aber weder antik noch das Porträt einer identifizierten Persönlichkeit. Die Marmorskulptur wurde laut einer lokalen Legende in unbestimmter Zeit in der italienischen Stadt Capua ausgegraben. In der 2. Hälfte des 18. Jahrhunderts befand sie sich in der Casa Renzi in Santa Maria Capua Vetere und wurde zu Beginn des 19. Jahrhunderts in die Sammlung des Archäologischen Nationalmuseums Neapel verbracht und dort 1966 als nachantik ausgeschieden. Heute befindet sie sich in der Galleria dei busti im Quirinalspalast (Inventarnummer SM 5070).

## Beschreibung
Dargestellt ist eine männliche bärtige Person, die mit Helm und Brustpanzer, über den ein Mantel drapiert ist, bekleidet ist. Der Kopf ist leicht nach der rechten Seite gewandt und erhoben. Eingetiefte Horizontalfalten auf der Stirn und Falten zwischen den zusammengezogenen Augenbrauen prägen den ernsten Gesichtsausdruck. Die Augen blicken nach rechts oben, die Iris ist durch feine Rillen angedeutet, die Pupillen sind gebohrt. Nasolabialfalten führen von der Nase, deren Spitze ergänzt ist, zu den von einem Bart gerahmten Mundwinkeln. Oberlippen- und Kinnhaare sind in kurzen, wenig eingetieften Strichen gemeißelt, während der Bart an den Wangen in weichen, unregelmäßigen Strähnen gegliedert ist. Kurze Stirnhaare treten unter dem Helm hervor, bilden links der Mitte ein hervorgehobenes Gabelmotiv und sind ansonsten mal nach rechts, mal nach links gekämmt. Der Helm weist eine Art Stirnklappe auf, die mit einem Wellenband in Form eines Laufenden Hundes verziert ist. Die Seiten der Helmkalotte sind mit je einer nach vorn gerichteten Chimäre in Relief geschmückt. Der Helm lässt die Ohren frei, Wangenklappen fehlen. Die Rückseite des Helms reicht über den Nacken hinaus.
Der Übergang des Kopfes zum Brustteil ist etwa in der Mitte des Halses gebrochen. Der Bewegung entsprechend, ist der linke Halswender herausgearbeitet. Am oberen Brustansatz ist der Saum eines dünnen Gewandes sichtbar, das vom Rand eines wellenverzierten Panzers überdeckt wird. Darüber liegt ein auf der rechten Schulter durch eine Fibel gehaltener Mantel, ein Paludamentum, dessen Gewandfalten in breitem Schwung nach links geführt sind. Der obere Rand ist nach außen gedreht und weist keinen Bausch auf. Auch unterhalb der Brust sind flacher werdende Falten zur linken Seite geführt. Der Brustteil der Büste ruht auf einem Sockel, dessen Ränder von kleinen Voluten begleitet werden, im hinteren Teil aber als massive Standfläche gearbeitet ist. Die Voluten sind diesem hinteren Abschluss nur vorgeblendet.

## Frage der Identität
Die Identität des Dargestellten war lange umstritten. Erstmals mit dem Namen Hannibal in Verbindung gebracht wurde die damals noch in der Casa Renzi aufbewahrte Büste im Jahr 1781 von Giuseppe Daniele, der von ihrer antiken Entstehung überzeugt war und sie aufgrund ihres Fundortes und nach eingehender Analyse der ihm verfügbaren Schriftquellen als Porträt Hannibals deutete. Insbesondere eine Beschädigung des linken Auges an der Büste führte ihn zu der Benennung, da Livius von Hannibal überliefert, er habe im Jahr 217 v. Chr. ein Auge verloren. Folgerichtig zeigt die von Daniele mitgegebene Zeichnung das Porträt mit einem „erloschenen“ linken Auge. Bezüglich der Zuweisung wurde ihm bereits 1813 von Angelo Antonio Scotti widersprochen, der die Büste eher in der Nähe der damals unter dem Namen Lucius Iunius Brutus geführten Porträts sah. Die Echtheit der Büste hatte hingegen Ennio Quirino Visconti schon um 1808 bezweifelt.
Während Giuseppe Daniele glaubte, Kopf und Brustteil gehörten nicht zusammen (so weicht auch seine Darstellung des Brustbereichs stark ab), zeigte schon Angelo Antonio Scotti, dass sie sehr wohl von derselben Büste stammen. Im Jahr 1816 oder 1817 wurde die Büste nach Neapel in das Regal Museo Borbonico gebracht, wo sie Giovambatista Finati von Bildhauern und Archäologen untersuchen ließ. 1827 bestätigte er die Zusammengehörigkeit und favorisierte zugleich die Deutung auf Brutus. Unter dessen Namen führten ihn mit Vorbehalt Eduard Gerhard und Theodor Panofka in Neapels antike Bildwerke aus dem Jahr 1828, die zudem klarstellten, dass die Beschädigung am linken Auge nicht Teil der Gesichtszüge war, sondern zufällig entstanden ist. Jede Zuweisung an bekannte Personen hielt Johann Jakob Bernoulli im Jahr 1882 für unbegründet. Der Katalog des Archäologischen Nationalmuseums Neapel von 1888 versah die Zuschreibung an Hannibal mit einem Fragezeichen und in der 13. Auflage des Katalogs aus dem Jahr 1915 war der moderne Charakter der Büste erkannt, ihre Entstehung wurde ins 16. Jahrhundert datiert.
Formale Aspekte lassen eine antike Entstehung der Büste ausschließen. Weder für die Gestaltung des Sockels noch für die Bearbeitung der Rückseite lassen sich antike Vergleichsstücke finden. Auch Drapierung und Faltenführung des über der rechten Schulter gehaltenen Paludamentums, des römischen Feldherrnmantels, sind ungewöhnlich. Die Gestaltung des Kopfes verbindet auf eklektische Weise Ausdrucksformen verschiedener Jahrhunderte. So erinnert die Gestaltung der Augen an Porträts des Gallienus, während der Bart an jenen des Hadrian erinnert. Die Haltung des Kopfes und der Gesichtsausdruck greifen wiederum Formen der Soldatenkaiser, etwa des Decius-Porträts, auf. Stirnhaar- und Bartgestaltung der Büste aus Capua stehen stilistisch der Büste des Kardinals Cristoforo Guidalotti Ciocchi del Monte (1484–1564) (oder eher des Pietro del Monte, Großmeister des Malteserordens, gestorben 1572) in den Staatlichen Museen zu Berlin aus dem späten 16. Jahrhundert sehr nahe. Wen die Büste darstellen soll und zu welchem Zweck sie in der 2. Hälfte des 16. Jahrhunderts geschaffen wurde, ist nicht bekannt.
Die Büste ist seit dem 19. Jahrhundert ein beliebtes Motiv, um jedwede Art von Publikationen zum Themenkomplex „Hannibal“ zu illustrieren. Laut Philipp Kobusch und Matthias Recke diente die Büste auch als Vorbild für eine Lithographie Honoré Daumiers, der 1842 Hannibals Alpenüberquerung darstellte und den Strategen mit „Schmerbauch und dünne(n) Beine(n)“ zeichnete. Für die Ausstellung „Hannibal à Carthage“ wurde sie 2016 an das Nationalmuseum von Bardo in Tunis ausgeliehen. Auf dem tunesischen 5-Dinar-Schein wurde 1993 erstmals der Kopf aus Capua im Profil abgebildet, 2013 wurde erneut ein 5-Dinar-Schein mit der Büste in Umlauf gebracht, nun mit dem Kopf in Dreiviertelansicht.

Beispiele der Rezeption
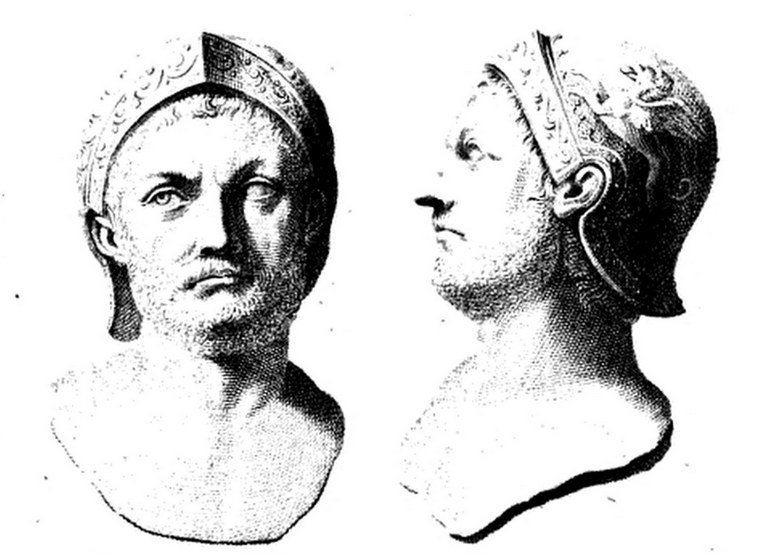
Capuaner Hannibal-Büste von Giuseppe Daniele (1781)
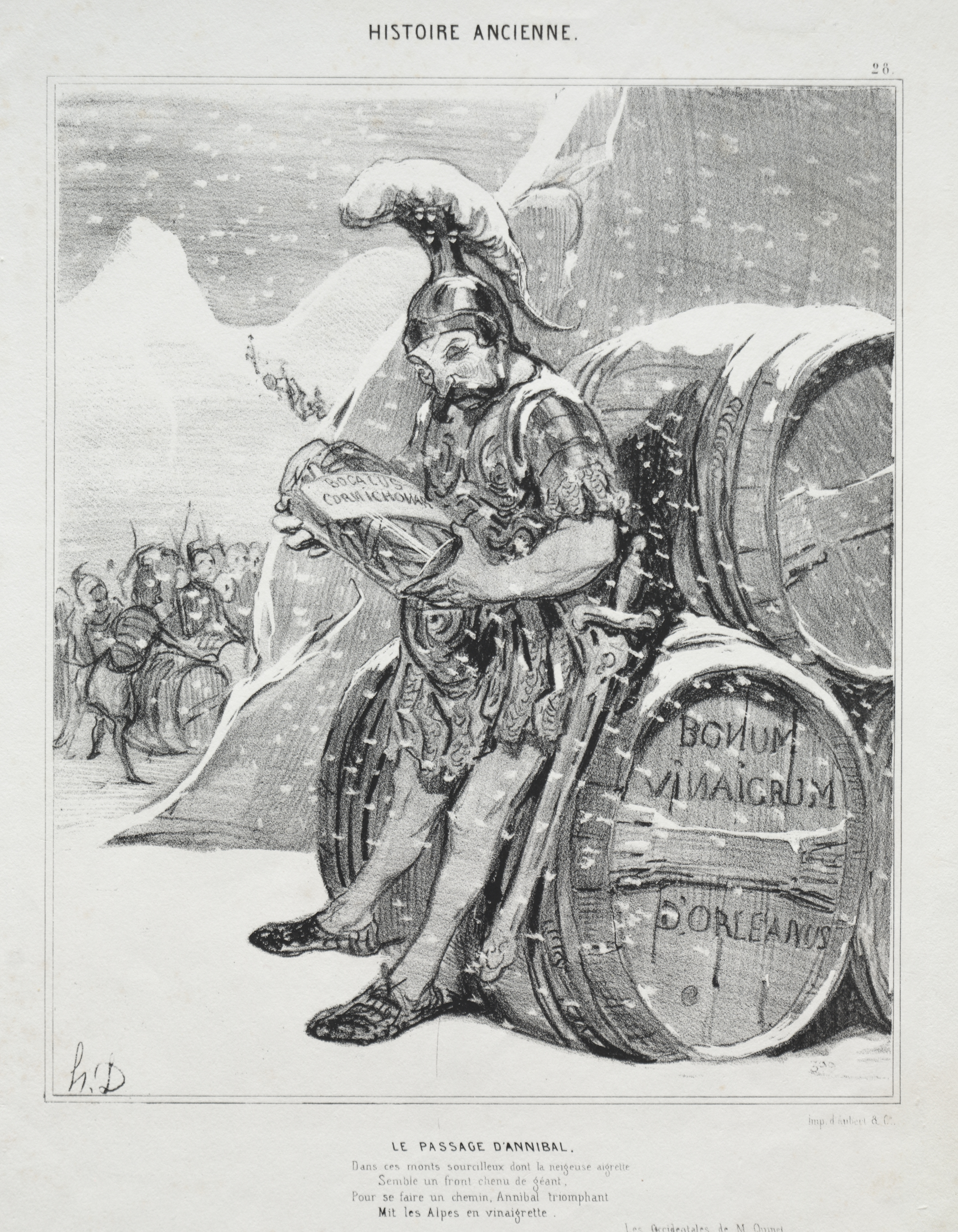
Le passage d’Annibal, Honoré Daumier (1842), nach der Capuaner Büste
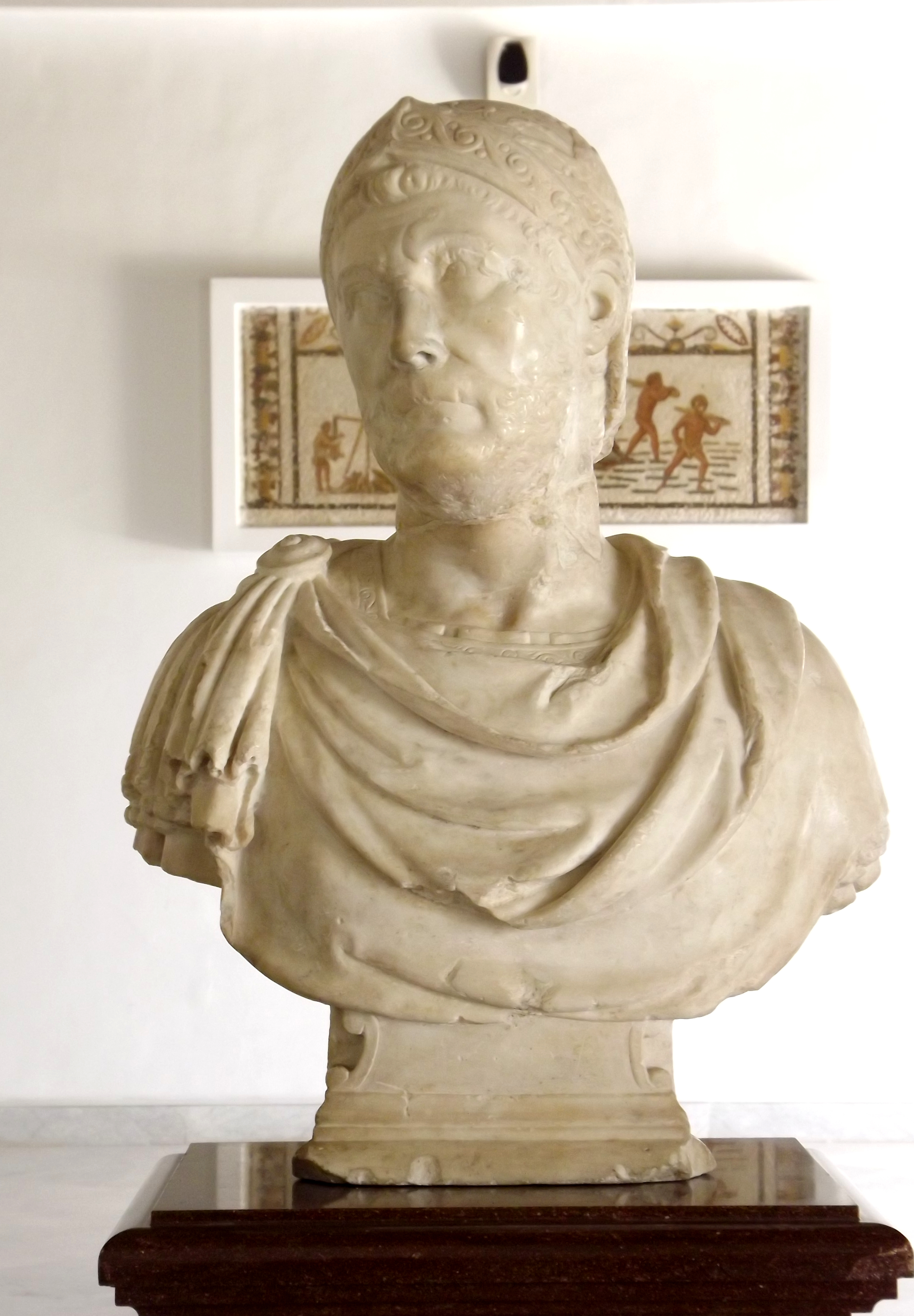
Die Büste während der Ausstellung im Nationalmuseum von Bardo
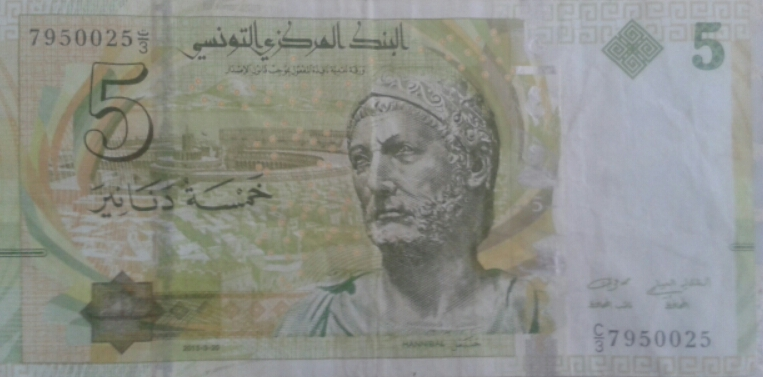
Tunesischer 5-Dinar-Schein
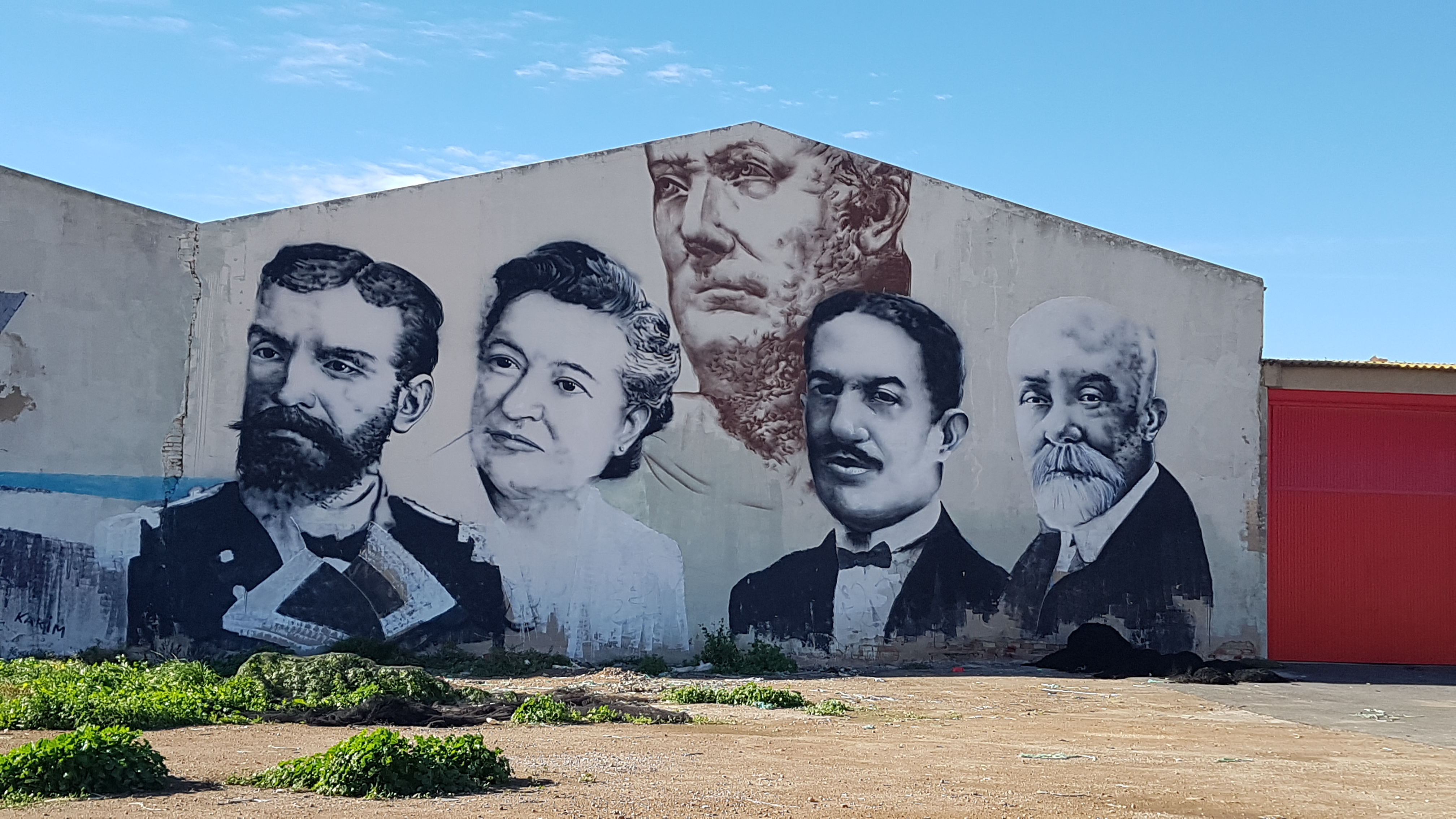
Graffito im spanischen Cartagena (2018)